# 布伦达·劳森
布伦达·劳森（英語：Brenda Lawson，1967年10月30日—），新西兰女子赛艇运动员。她曾代表新西兰参加世界赛艇锦标赛，获得二枚金牌和一枚铜牌。她也曾参加1992年和1996年夏季奥运会。